# Pesem Evrovizije 1970
Pesem Evrovizije 1970 je bila 15. prireditev za izbor Pesem Evrovizije zapovrstjo. Potekala je 21. marca 1970 v amsterdamskem kongresnem centru RAI na Nizozemskem. Zmagala je osemnajstletna irska predstavnica Dana s pesmijo All Kinds of Everything. Drugo mesto je že sedmič v zgodovini zasedla Velika Britanija in je zbrala 6 točk manj od prvouvrščene Irske. Luksemburg ni prejel nobene točke. Jugoslavijo je zastopala slovenska pevka Eva Sršen s pesmijo Pridi, dala ti bom cvet, ki je zasedla 11. mesto.
V izogib več zmagovalnim državam, kot se je zgodilo v predhodnem letu, so organizatorji uvedli nova pravila v primeru izenačenega izida. Če bi več držav prejelo isto število točk in bi si delile prvo mesto, bi te države nastopile ponovno in nacionalne žirije bi glasovale za najboljšo med izenačenimi (tudi tokrat nacionalne žirije ne bi mogle glasovati za svojo državo). Če bi zopet prišlo do izenačenja, bi si izenačene države delile prvo mesto.

## Prizorišče
Na predhodnem izboru za Pesem Evrovizije so zmagale kar štiri države, kar je porodilo vprašanje, katero mesto bo gostilo izbor v letu 1970. Velika Britanija je izbor gostila leta 1968, Španija pa 1969, zato so se odločali med Francijo in Nizozemsko ter naposled z metom kovanca izbrali slednjo.
Izbor je potekal v amsterdamskem kongresnem centru RAI.

## Sodelujoče države
Avstrija (ki ni nastopila tudi že leto poprej), Finska, Norveška, Portugalska in Švedska so nastop na izboru bojkotirale, saj se niso strinjale z izidom predhodnega izbora in s pravili glasovanja. Portugalska je sicer izvedla nacionalni izbor, na katerem je zmagal Sérgio Borges.
Med nastopajočimi je bilo nekaj že uveljavljenih glasbenikov, na primer valižanska pevka Mary Hopkin za Veliko Britanijo in David Alexandre Winter za Luksemburg. Španijo je zastopal tedaj še širšim množicam nepoznan Julio Iglesias.

### Glasovanje
Velika Britanija je veljala za favoritko in britanska delegacija je vnaprej poskrbela za organizacijo zabave po izboru v počastitev zmage. Na koncu je Irska premagala Veliko Britanijo za šest točk, Nemčija pa je zasedla tretje mesto. Luksemburg ni prejel nobene točke.
Po zmagi je irska predstavnica Dana postala mednarodna zvezda, njena pesem pa je postala tudi prodajno uspešna.

### Dirigenti
Vsaka država je imela tudi svojega dirigenta, ki je vodil orkester.
| - Nizozemska – Dolf van der Linden - Švica – Bernard Gérard - Italija – Mario Capuano - Jugoslavija – Mojmir Sepe | - Belgija – Jack Say - Francija – Franck Pourcel - Združeno kraljestvo – Johnny Arthey - Luksemburg – Raymond Lefèvre | - Španija – Augusto Algueró - Monako – Jimmy Walter - Nemčija – Christian Bruhn - Irska – Dolf van der Linden |

## Izidi
| Zaporedna št. | Država              | Izvajalec              | Skladba                     | Jezik          | Uvrstitev | Točke |
| ------------- | ------------------- | ---------------------- | --------------------------- | -------------- | --------- | ----- |
| 1.            | Nizozemska          | Hearts of Soul         | Waterman                    | nizozemščina   | 7.        | 7     |
| 2.            | Švica               | Henri Dès              | Retour                      | francoščina    | 4.        | 8     |
| 3.            | Italija             | Gianni Morandi         | Occhi di ragazza            | italijansščina | 8.        | 5     |
| 4.            | Jugoslavija         | Eva Sršen              | Pridi, dala ti bom cvet     | slovenščina    | 11.       | 4     |
| 5.            | Belgija             | Jean Vallée            | Viens l'oublier             | francoščina    | 8.        | 5     |
| 6.            | Francija            | Guy Bonnet             | Marie-Blanche               | francoščina    | 4.        | 8     |
| 7.            | Združeno kraljestvo | Mary Hopkin            | Knock, Knock Who's There?   | angleščina     | 2.        | 26    |
| 8.            | Luksemburg          | David Alexandre Winter | Je suis tombé du ciel       | francoščina    | 12.       | 0     |
| 9.            | Španija             | Julio Iglesias         | Gwendolyne                  | španščina      | 4.        | 8     |
| 10.           | Monako              | Dominique Dussault     | Marlène                     | francoščina    | 8.        | 5     |
| 11.           | Nemčija             | Katja Ebstein          | Wunder gibt es immer wieder | nemščina       | 3.        | 12    |
| 12.           | Irska               | Dana                   | All Kinds of Everything     | angleščina     | 1.        | 32    |

## Točkovanje
|             |                  | Rezultati |         |             |         |          |                  |            |         |        |         |       |   |   |
| Skupno      | Nizozemska       | Švica     | Italija | Jugoslavija | Belgija | Francija | Velika Britanija | Luksemburg | Španija | Monako | Nemčija | Irska |   |   |
| Nastopajoči | Nizozemska       | 7         |         |             | 3       | 3        |                  |            | 1       |        |         |       |   |   |
| Nastopajoči | Švica            | 8         | 2       |             |         |          |                  | 2          | 1       |        |         |       | 2 | 1 |
| Nastopajoči | Italija          | 5         |         |             |         | 1        |                  |            |         |        | 2       |       | 2 |   |
| Nastopajoči | Jugoslavija      | 4         |         |             |         |          |                  |            | 4       |        |         |       |   |   |
| Nastopajoči | Belgija          | 5         |         |             |         |          |                  | 3          |         | 1      |         |       |   | 1 |
| Nastopajoči | Francija         | 8         |         |             | 1       | 2        |                  |            |         |        |         | 2     |   | 3 |
| Nastopajoči | Velika Britanija | 26        | 3       | 2           | 2       | 4        |                  | 2          |         | 2      |         | 4     | 4 | 3 |
| Nastopajoči | Luksemburg       | 0         |         |             |         |          |                  |            |         |        |         |       |   |   |
| Nastopajoči | Španija          | 8         |         |             | 3       |          |                  |            |         | 2      |         | 3     |   |   |
| Nastopajoči | Monako           | 5         |         | 1           |         |          | 1                | 2          |         |        | 1       |       |   |   |
| Nastopajoči | Nemčija          | 12        |         | 1           | 1       |          |                  |            |         | 3      | 4       | 1     |   | 2 |
| Nastopajoči | Irska            | 32        | 5       | 6           |         |          | 9                | 1          | 4       | 2      | 3       |       | 2 |   |

### 4 točke
Naštete so države, ki so prejele po 4 točke:
| Št. | Država prejemnica | Države podeljevalke                            |
| --- | ----------------- | ---------------------------------------------- |
| 4   | Irska             | Nizozeska1, Švica2, Belgija3, Velika Britanija |
| 3   | Velika Britanija  | Jugoslavija, Monako, Nemčija                   |
| 1   | Nemčija           | Španija                                        |
| 1   | Jugoslavija       | Velika Britanija                               |

1.^  Nizozemska je Irski podelila 5 točk..
2.^  Švica je Irski podelila 6 točk.
3.^  Belgija je Irski podelila 9 točk.